# Brandkoraal
Brandkoraal (Millepora) is een geslacht van Neteldieren (Cnidaria) uit de klasse Hydrozoa, orde Capitata, familie Milleporidae.

## Algemeen
Brandkoralen zijn berucht om hun neteldraden die vaak branderige ontstekingen op de huid veroorzaken. Zij komen voor in de Rode Zee, Indische Oceaan en Stille Oceaan en tropische delen van de westelijke Atlantische Oceaan en de Caribische Zee. Ze leven net als de steenkoralen in symbiose met kleine algen, en komen daarom vooral voor in de bovenste lagen van de koraalriffen.

## Uiterlijke kenmerken
De brandkoralen vertonen uiterlijke overeenkomst met echte koralen omdat zij ook een uitwendig kalkskelet vormen. Brandkoralen hebben een helder groengeel en bruin skelet. Zij groeien in kleine bossen op rotsen en koralen. Sommige soorten kunnen zich over vele meters uitstrekken. Hun netelcellen zijn erg sterk en veroorzaken bij contact met de huid eenzelfde reactie als brandnetels of een kwal.

## Soorten
- Millepora alcicornis Linnaeus, 1758
- Millepora boschmai de Weerdt & Glynn, 1991
- Millepora braziliensis Verrill, 1868
- Millepora complanata Lamarck, 1816
- Millepora dichotoma (Forsskål, 1775)
- Millepora exaesa (Forsskål, 1775)
- Millepora foveolata Crossland, 1952
- Millepora intricata Milne-Edwards & Haime, 1860
- Millepora laboreli Amaral, 2008
- Millepora latifolia Boschma, 1948
- Millepora platyphylla Hemprich & Ehrenberg, 1834
- Millepora squarrosa Lamarck, 1816
- Millepora tenera Boschma, 1948